# Bejaâd
Bejaâd oder Boujad (arabisch أبي الجعد, Zentralatlas-Tamazight ⴱⵊⵊⵄⴷ Bjjɛd) ist eine mittelgroße Stadt mit etwa 50.000 Einwohnern in der Region Béni Mellal-Khénifra in Marokko. Als im 16. Jahrhundert die Cherkaoui-Bruderschaft hier ihren Stammsitz (Zaouia) einrichtete, entwickelte sich Bejaâd zu einem bedeutenden Wallfahrtsort und regionalem Handelszentrum. Die Besonderheit des Ortes ist die politische und wirtschaftliche Dominanz dieser volksislamischen Strömung über die Jahrhunderte.

## Lage und Klima
Bejaâd liegt am Nordrand der Tadla-Ebene, südlich des Mittleren Atlas und ca. 60 km (Fahrtstrecke) nördlich von Beni Mellal in einer Höhe von ca. 585 m. Das Klima ist gemäßigt bis warm; Regen (ca. 450 mm/Jahr) fällt hauptsächlich in den Wintermonaten.

## Bevölkerung
| Jahr      | 1994   | 2004   | 2014   | 2024   |
| Einwohner | 33.321 | 40.513 | 46.893 | 47.209 |

Für das Jahr 1970 wurden 18.000 Einwohner geschätzt. Die heutige Bevölkerung der Stadt besteht hauptsächlich aus Angehörigen verschiedener Berbergruppen der Umgebung, die seit den 1950er Jahren zugewandert sind.

## Wirtschaft
Die Tadla-Ebene wird in ihrem südlichen, fruchtbareren Teil vom Fluss Oum er-Rbia und von Kanälen, die aus den Atlasbergen abgeleitet werden, bewässert. Die Ebene nördlich des Flusses mit Bejaâd im Zentrum wird im Regenfeldbau bestellt oder mit Grundwasser versorgt, die Böden sind hier dünner und sehr kalkhaltig. Die Aussaat von Getreide erfolgt vor Beginn der Regenzeit, die Ende Oktober einsetzt. Geerntet wird Anfang Juni. Danach ziehen die Viehherden auf ihre Sommerweiden in die Berge; im Winter weiden die Rinder- und Ziegenherden in der Ebene.
Kurz vor Beginn des französischen Protektorats um 1900 wurde etwa 25 Kilometer nördlich von Bejaâd Phosphat entdeckt. Der Abbau begann in größerem Umfang erst nach Ende des Ersten Weltkriegs. Zum Hauptort für die Corvée-Arbeiter der Phosphatminen wurde zunächst Oued Zem, ab den 1920er Jahren dann Khouribga.
Die farbenfrohen Berberteppiche aus der Gegend um Bejaâd mit ihren oft sehr einfachen geometrischen Motiven sind international bekannt.

## Geschichte
Bejaâd war bis zum 16. Jahrhundert der Platz eines Winterlagers für die verschiedenen Berber-Stämme der Region: Beni Zemmur, Smaala, Beni Khiran, Beni Meskin, Werdigha, Ait Rbaa, Beni Amir und Beni Musa. Ende des 16. Jahrhunderts gründete die Sufi-Bruderschaft (Tarīqa) der Cherkaoui hier ihren Stammsitz (Zawiya). Die Bruderschaft geht auf Sidi Mohammed Charki († 1601) zurück. Jeder Cherkaoui definiert sich durch seine patrilineare Abstammung vom Ordensgründer. Dessen Heiligkeit wird mit seiner spirituellen Abstammungskette (Silsila) begründet, die bis auf den Propheten zurückgeführt wird. Die von den Cherkaoui praktizierte Richtung des Islam ist durch ein hohes Maß an Heiligenverehrung gekennzeichnet und wird daher dem Maraboutismus zugerechnet. Diese volksislamischen Strömungen waren bis zum Ende des 19. Jahrhunderts im Maghreb die vorherrschende Form des Islam. Ab dem 17. Jahrhundert erhielt die Zawiya eine religiöse Bedeutung, Bejaâd wurde zur einzigen größeren Stadt in der Tadla-Ebene und eines der wichtigsten religiösen Zentren im Innern Marokkos. Die Einwohner der Stadt bestanden aus Cherkaoui-Anhängern, ihren Sklaven und Geschäftspartnern. Zu letzteren gehörten viele Juden, die bis zu ihrem vollzähligen Wegzug vor 1970 einen größeren Anteil an der Bevölkerung hatten.
Die Stadt lag jahrhundertelang im Grenzbereich zwischen dem Land, das von den Sultanen verwaltet wurde (bilad al-makhzen) und dem „Land der Abtrünnigen“ (bilad al-siba), das im Einflussbereich verschiedener Berberstämme lag. Der Aufstieg der Cherkaoui hing mit der Vertreibung der Dila-Bruderschaft durch den Alawiden-Sultan Mulai ar-Raschid zusammen. Als dieser den Dila-Orden im „Land der Abtrünnigen“ als Bedrohung empfand, zerstörte er 1668/69 dessen Hauptsitz in der Nähe von Kasba Tadla, 50 Kilometer südöstlich von Bejaâd und vertrieb die Dila-Kämpfer ins Exil nach Tlemcen. Knapp zehn Jahre später kehrten die Dilas militärisch gestärkt zurück und bauten mit Unterstützung der meisten berberischen Stämme des Mittleren Atlas ihr Ordenszentrum wieder auf. Ende der 1680er Jahre ließ Mulai Ismail, der Nachfolger von ar-Raschid, eine Reihe von befestigten Siedlungen (Kasbahs) errichten, um seine Sultansmacht an der Ostgrenze zu sichern. Die von Bejaâd nächstgelegene Kasbah war Kasba Tadla. Die Rolle der Cherkaoui im Dauerkonflikt der beiden Einflusssphären ist unklar, sie waren mit beiden Seiten eng verbunden. Unter dem Schutz der Cherkaoui war Bejaâd ein Marktzentrum, und für die regionalen Berberstämme verwalteten die Cherkaoui bis ins 18. Jahrhundert einen gemeinschaftlich genutzten Kornspeicher.
Einen detaillierten Bericht über die Lebenssituation Ende des 19. Jahrhunderts gab der französische Priester Charles de Foucauld, der aus Algerien kommend durch Marokko reiste und sich während seiner Reise als Jude ausgab. Vom 6. bis 17. September 1883 hielt er sich in der Stadt Bejaâd auf, deren Einwohnerzahl er auf unter 2000 schätzte. Nach seinen Beschreibungen betätigten sich die Cherkaoui als regionale Schutzmacht. Händler und Käufer mussten vor Betreten des Marktes ihre Waffen beim Oberhaupt der Zawiya oder seinem Vertreter abgeben. Die Hauptroute für Kamelkarawanen führte über Bejaâd in etwa vier Tagen nach Casablanca. Die Reise nach Marrakesch dauerte acht Tage und war gefährlicher, da die Cherkaoui nicht zu allen Stämmen gute Beziehungen unterhielten. Für die Karawanen, die aus 200 bis 300 Kamelen bestanden, übernahmen Cherkaoui auch den Begleitschutz. Von der Küste wurden Tee, Reis, Zucker, Kleidung, Haushaltswaren und Luxusartikel eingeführt, die Nomaden und Bauern in Bejaâd tauschten dagegen meist tierische Produkte wie Häute, Wolle, Kamele, Pferde, Schafe, Ziegen, Bienenwachs und Getreide.
In den 1920er Jahren begannen mehr als zuvor nomadische Stämme in der Tadla sesshaft zu werden. Die Ärmeren errichteten verstreut auf den Feldern Häuser mit Blechdächern, deren Wände aus Lesesteinen oder mit Lehm beworfenem Mattengeflecht bestanden. Letztgenannte Behausungen heißen in Marokko Nwala. Ende der 1930er Jahre wurde die Bevölkerungszahl auf 1700 geschätzt, darunter befanden sich auch etwa 200 Juden. Diese lebten im Unterschied zu anderen marokkanischen Städten nicht in besonderen Vierteln (Mellahs), nur ein kleines Gebiet, das die Synagoge umgab, wurde Mellah genannt. Die Juden siedelten über die Stadt verstreut um die Häuser der reichsten Juden. Sie waren besonders im Getreidehandel aktiv, handelten auch mit Kleidern und Schmuck. Jede jüdische Familie stand in Kontakt zu bestimmten Cherkaoui, von deren Schutz sie abhängig war.
Nach 1912 verlor Bejaâd seine Bedeutung als Handelsort. Die geringe Wirtschaftskraft der Region wird am unterdurchschnittlichen Wachstum der ländlichen Bevölkerung während des 20. Jahrhunderts deutlich. Von allen Ortschaften der nördlichen Tadla-Region hatte Bejaâd bis in die 1970er Jahre das geringste Bevölkerungswachstum. Um die Jahrtausendwende hatte sich die Einwohnerzahl von 1970 verdoppelt.

## Cherkaoui-Bruderschaft
Die Cherkaoui gelangten durch Spenden von Pilgern, Handel mit der Sultansregierung (Makhzen) und durch landwirtschaftliche Erträge zu Reichtum. Das meiste Land gehörte einzelnen Cherkaoui-Familien, davon waren der größte Teil bewässerte Gärten, die von Sklaven bewirtschaftet wurden. Die Bevölkerung bezahlte ihre Steuern an das Oberhaupt (Repräsentant, Mqaddem) der Cherkaoui, als religiöse Armensteuer Zakāt und als Aschur (von arabisch „zehn“, eine vom Sultan genehmigte öffentliche Steuer entsprechend dem Zehnt) an einen bestimmten Marabout. Dafür waren die Bewohner von Bejaâd nicht, wie im Sultansland üblich, zu Corvée-Arbeit oder militärischen Diensten verpflichtet.
Anfang des 20. Jahrhunderts besaßen die Cherkaoui soviel Macht, um den bisher vom Sultan ernannten Qādī der Stadt selbst zu bestimmen. Im Gegenzug verpflichteten sich die Cherkaoui, die Interessen des Sultans bei bestimmten Gelegenheiten zu vertreten. Allgemein pflegten die Cherkaoui in Bejaâd im Grenzbereich zwischen dem Makhzen und den Stammesgebieten zu beiden wechselnde Beziehungen.
Bis zum Tod von Mulai al-Hassan I. 1894 gab es von der Sultansregierung keine größeren Auseinandersetzungen mit dem damaligen Cherkaoui-Oberhaupt Sidi al-Hadsch al-Arbi. Mit dem nachfolgenden Sultan, dem minderjährigen Abd al-Aziz, kam es zum Streit um die Thronfolge. Einige Mitglieder am Hof rebellierten gegen den Sultan und waren den Cherkaoui gegenüber feindselig eingestellt. Als dessen Bruder und Widersacher Mulai Abd al-Hafiz 1908 an die Macht kam, verloren die Cherkaoui ihre Unterstützung am Sultanshof. Mit Beginn der Kolonialherrschaft bauten die Cherkaoui Beziehungen zu den Franzosen auf. 1913 etablierte die Kolonialmacht einen Militärposten. Zu dieser Zeit gab es zwei verfeindete Cherkaoui-Führer (die Arbawi- und die Zawiya-Abstammungsgruppe), die über denselben Stamm herrschten. Beide wurden die wichtigsten Verbündeten der Franzosen in der nördlichen Tadla-Ebene und erhielten als „Freunde Frankreichs“ 1912 das Recht zugesprochen, den Kadi (Arbawi-Fraktion) und den Kaid (Stammesführer während der Protektoratszeit, Zawiya-Fraktion) zu bestimmen.
Jedes Jahr Anfang September wird eine kollektive Pilgerfahrt (Moussem, arabisch mausim, Pl. mawāsim) zu den Heiligengräbern (Qubbas) in Bejaâd veranstaltet. Individuell können Pilger zu jeder Zeit den heiligen Stätten einen Besuch (Ziyāra, Pl. Ziyārāt) abstatten. Dabei lassen sie Gaben oder Geldspenden zurück und erhalten dafür etwas von der Segenskraft (Baraka) des heiligen Ortes oder der heiligen Person (Walī). Die Moussems werden mit Prozessionen und Gesangsveranstaltungen inszeniert. Die Pilgerzeit dauert einen Monat, Die traditionelle Anreise erfolgt mit Eseln, Pferden und Zelten, größere Entfernungen werden mit Reisebussen zurückgelegt. Jede Reisegruppe hält sich etwa drei bis vier Tage in der Stadt auf. Im September 1969 kamen in zwei Wochen geschätzte 25.000 Pilger.
Neben den Cherkaoui gibt es noch einige wenige Mitglieder von anderen Sufi-Bruderschaften in Bejaâd. Überregional verbreitet sind die Tariqas der Tidschani und Qadiriyya. Auch die Kittaniya hat eine Zawiya in der Stadt. Neben diesen anerkannten sufischen Orden gibt es noch regionale ekstatische Vereinigungen, deren Glaubenspraktiken sich vom orthodoxen Islam weit entfernt haben. Hierzu gehören die Hammadscha – sie verehren das Geistwesen Aisha Qandisha, die Heddawa, Derqawa und Issawa. Ihre Mitglieder stammen überwiegend aus den unteren Bevölkerungsschichten. Es sind teilweise die Nachkommen ehemaliger schwarzafrikanischer Sklaven, die sich als Tagelöhner, Musiker oder Schlangenbeschwören verdingen. Ihre Treffen finden in Privathäusern statt, nur die Hamadscha besitzen eine eigene Zawiya, die an den Schrein des Cherkaoui Sidi al-Hafyan angebaut ist. Dieser gilt als mystischer Lehrer ihres Gründers Sidi Ali (Sīdī ʿAlī ibn Ḥamdūš). Al-Hafyan seinerseits war Schüler von Bouabid Scharqi (Būʿabīd Šarqī), dem Schutzheiligen der Reiter, der um 1600 lebte und ebenfalls in Bejaâd begraben liegt.

## Stadtbild
Bejaâd liegt zwischen gering bewaldeten, während der bis zu 40 °C heißen Sommermonate trockenen Hügeln. An den südlichen Ortsrand reichen Oasengärten mit Dattelpalmen, Olivenbäumen und Granatäpfeln, dazwischen gedeihen Gemüse wie Karotten, Erbsen und Kürbisse. Im Norden wurden die kleineren Gärten seit den 1970er Jahren mit Wohnhäusern überbaut, die sich nun den Hügel hinaufziehen. Im Osten erstreckt sich ein felsiges, praktisch vegetationsloses Plateau. Noch im 16. Jahrhundert war Bejaâd von dichten Wäldern umgeben, bereits in den 1880er Jahren waren diese soweit zerstört, dass Feuerholz von den Vorhügeln des Mittleren Atlas aus mindestens zehn Kilometern Entfernung herbeigeschafft werden musste.
Die Hauptstraße durchquert das Stadtzentrum in ostwestlicher Richtung. In ihrer Nähe befinden sich die meisten öffentlichen Gebäude. Südlich beginnen die engen Gassen der Altstadt (Medina), nach Norden erstreckt sich die rechtwinklig geplante Neustadt. Die Fernverkehrsstraße führt am Westrand der Stadt nach Süden. An ihr liegen der Busbahnhof und weiter nördlich, an der Einmündung der Hauptstraße, das städtische Krankenhaus. Ein zentraler, neu angelegter Platz an der Stelle einer alten Marktfläche vor der heutigen Stadtverwaltung begrenzt die Westseite der Medina.
Aus der Kolonialzeit stammt der an drei Seiten von weiß gestrichenen Arkaden umgebene Markt. Hinter jedem Arkadenbogen liegt ein Verkaufsraum (Ḥānūt). Entworfen wurde die Anlage Ende der 1920er Jahre von einem französischen Verwaltungsangestellten (officier des Affaires Indigènes), der sich von einem Foto der Arkaden um die Kaaba in Mekka inspirieren ließ und etwas Ähnliches für den Pilgerort Bejaâd für passend hielt. Markttage sind Mittwoch und Donnerstag. An diesen Tagen verdreifachte sich früher die Bevölkerungszahl. Im Jahr 1970 war der Markt für 838 Händler und Handwerker aufgeteilt. Die jüdischen und wenigen europäischen Läden wurden nach der Unabhängigkeit Marokkos von Muslimen übernommen.

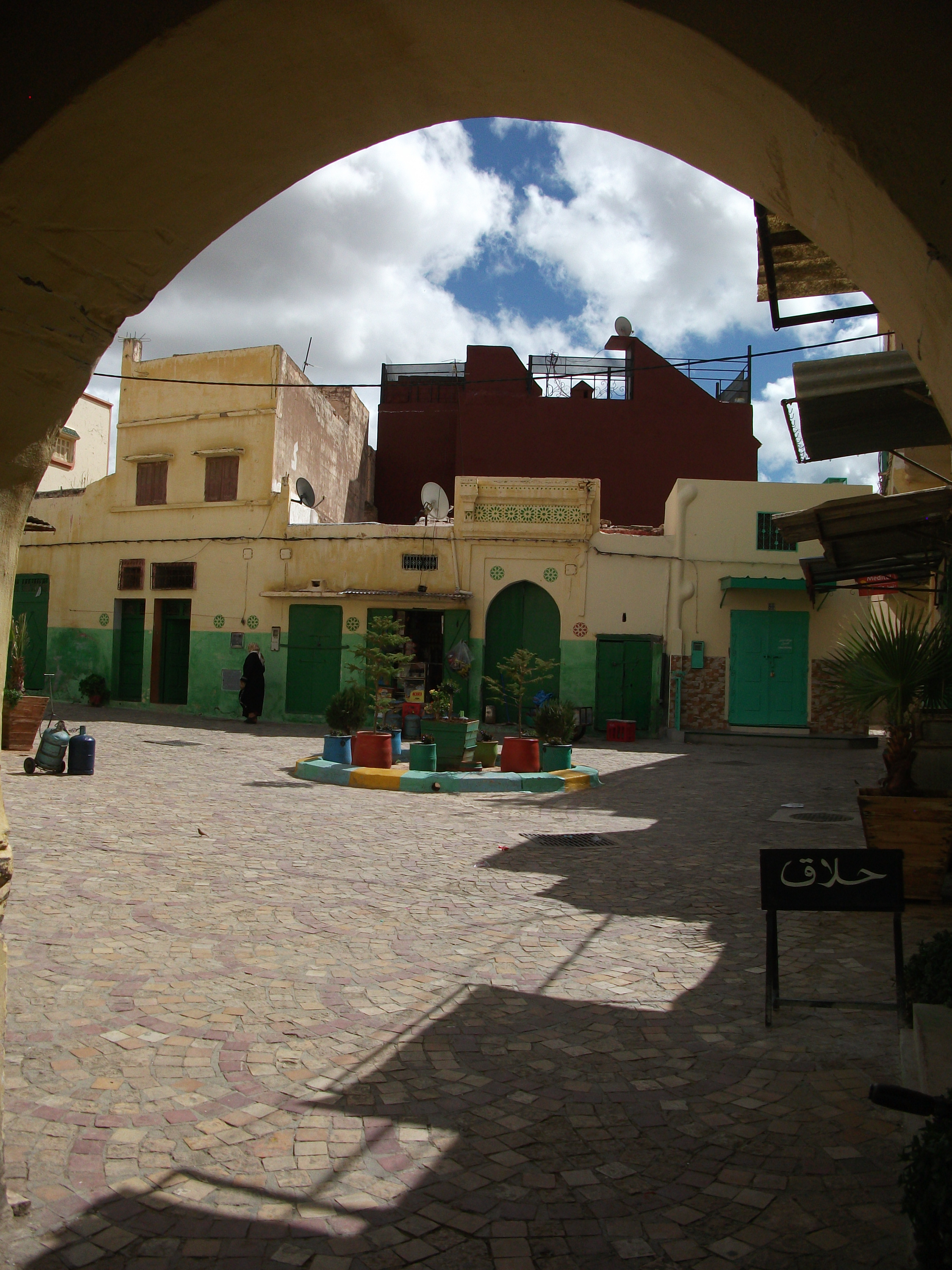
Boujad – Platz in der Medina

Die Altstadt war entgegen anderen marokkanischen Städten nie von einer Mauer umgeben, die Baraka (hier als Abwehrkraft) der Cherkaouis wurde als ausreichender Schutz betrachtet. Die Altstadt ist in etwa 25 Quartiere (derb) unterteilt, für die gesamte Stadt werden über 40 kleine Stadtviertel namentlich benannt. Die weißen, meist zweistöckigen Altstadthäuser sind dicht aneinander gebaut und durch ein Netz von verwinkelten Gassen verbunden. Eine Anzahl von Toren ermöglichte früher, die Gassen, jedes Viertel für sich und somit die Stadt insgesamt nachts zu verschließen.
Während der Kolonialzeit lebten nur wenige Europäer in der Stadt, unabhängig davon ist eine europäische Stadtplanung zu erkennen. Diese zeigt sich am deutlichsten am monotonen Straßenverlauf der um 1930 geplanten Neustadt im Norden. Nach demselben Schema wurden alle marokkanischen Städte in traditionelle Viertel, Viertel für eine „entwickelte“ marokkanische Schicht (hier im Norden) und für Europäer (im Westen) aufgeteilt. Im Westen legte der Service de l’Urbanisme unweit der Stadtverwaltung von 1929 einen Park, ein Schwimmbad und einen Tennisplatz an.
Die älteste Moschee ließ Sultan Mulai Sulaiman im Jahr 1805 erbauen, eine zweite Moschee wurde 1973 am nordwestlichen Rand der Altstadt fertiggestellt. In den 1970er Jahren gab es in Bejaâd 26 Marabout-Schreine (Qubbas), davon waren 23 für Cherkaoui-Heilige. Der bedeutendste Grabbau gehört dem Ordensgründer Sidi Mohammed Cherqi. Seine Qubba ist innen mit Mosaiken, Wandteppichen, Kerzen und einer Sammlung europäischer Pendeluhren geschmückt. Daneben stehen mehrere, einfacher gestaltete Schreine seiner Kinder.

## Söhne und Töchter der Stadt
- Yehuda Lancry (* 1947), israelischer Politiker
- Amir Peretz (* 1952), israelischer Politiker